# A.C. Milan w sezonie 1979/1980

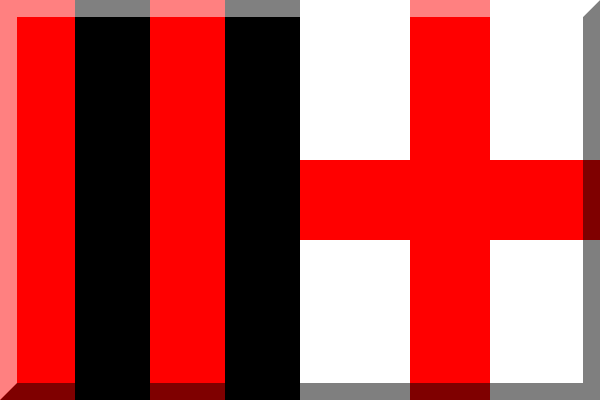
Klubowe barwy Milanu

Osiągnięcia i skład piłkarskiego zespołu A.C. Milan w sezonie 1979/80.

## Osiągnięcia
- Serie A: 3. miejsce (degradacja do Serie B za udział w aferze Totonero)
- Puchar Włoch: odpadnięcie w 1/4 finału
- Puchar Europy: odpadnięcie w 1/16 finału

## Podstawowe dane
- Oficjalna nazwa klubu: Associazione Calcio Milan
- Siedziba klubu: Via F. Turati 3
- Boisko: San Siro
- Prezes klubu:  Felice Colombo
- Trener zespołu:  Massimo Giacomini
- Kapitan drużyny:  Alberto (Albertino) Bigon

## Skład zespołu
Bramkarze:
| Włochy | Enrico Albertosi     |
| Włochy | Francesco Navazzotti |
| Włochy | Antonio Rigamonti    |

Obrońcy:
| Włochy | Franco Baresi    |
| Włochy | Aldo Bet         |
| Włochy | Fulvio Collovati |
| Włochy | Aldo Maldera     |
| Włochy | Alberto Minoia   |
| Włochy | Giorgio Morini   |

Pomocnicy:
| Włochy | Ruden Buriani     |
| Włochy | Fabio Capello     |
| Włochy | Gabriello Carotti |
| Włochy | Walter De Vecchi  |
| Włochy | Andrea Icardi     |
| Włochy | Walter Novellino  |
| Włochy | Francesco Romano  |

Napastnicy:
| Włochy | Roberto Antonelli |
| Włochy | Alberto Bigon     |
| Włochy | Stefano Chiodi    |
| Włochy | Giuseppe Galluzzo |
| Włochy | Roberto Mandressi |